# Rin Tōsaka
Rin Tōsaka (遠坂 凛?, Tōsaka Rin, a volte adattato come Rin Tohsaka) è un personaggio immaginario ideato da Kinoko Nasu e una delle protagoniste della visual novel giapponese Fate/stay night. Rin è una studentessa e una maga che diventerà la Master di Archer durante la Guerra del Santo Graal.
Nei doppiaggi originali è interpretata da Kana Ueda, nell'adattamento italiano invece da Katia Sorrentino. Rin è stata accolta positivamente dalla critica, definendola anche uno dei migliori personaggi della serie. Anche il suo rapporto con Shirō è stato elogiato.

## Concezione e sviluppo
Durante la produzione di Fate/stay night, l'artista Takashi Takeuchi consigliò a Kinoko Nasu di basare l'eroina su Aoko Aozaki, un personaggio di una suo precedente romanzo, Mahoutsukai no Yoru. Takeuchi e altri dipendenti di Type-Moon misero sotto pressione Nasu, perché vollero dare maggiore importanza a Saber e Rider. Alla fine Nasu decise di scrivere Rin come un contrasto di Saber, percepita ai suoi occhi come la ragazza ideale. Dopo la pubblicazione della visual novel, Nasu ritenne che Rin fosse il personaggio più completo tra i principali, considerandola anche la sua eroina preferita. Anche Takeuchi fu soddisfatto del risultato finale e dei prerequisiti per la relazione tra lei e Shirō, e di quella con Archer e Lancer, definendola "la faccia di Fate, ma in senso differente rispetto Saber". Secondo Gen Urobuchi, Shirō e Rin hanno una bella relazione egualitaria dove si aiutano l'un l'altro nei loro punti deboli. Nasu rispose che con "una ragazza come lei al suo fianco, anche un ragazzo introverso come Shirō possa perdere la ragione".
Durante lo sviluppo dell'adattamento animato di Unlimited Blade Works, Ufotable e Nasu decisero di mantenere lo stesso aspetto della visual novel. Nasu trovò la versione originale di Rin troppo introversa e decise che nell'anime avrebbe dovuto essere molto più socievole. Per sviluppare la nuova versione di Shirō, lo studio prestò maggiore attenzione alle interazioni tra il protagonista e Rin.

### Design
L'obiettivo di Takeuchi nel character design fu quello di farle "possedere un senso di perfezione, con un'atmosfera circostante quasi inaccessibile". Takeuchi volle rappresentare anche una studentessa modello e dunque cercò di creare una divisa scolastica differente rispetto gli altri studenti, rendendola così più riconoscibile. I vestiti che indossa di solito invece sono più in uno stile casual per renderli più "confortevoli per la battaglia". Il colore principale è il rosso per renderla simile al suo servant Archer. Inoltre inserì due lunghe code di cavallo perché, secondo lui, "stavano bene con la sua natura tsundere".

### Doppiaggio
La doppiatrice di Rin è Kana Ueda. Ueda ha notato che quando doppiò per la prima volta il personaggio, ebbe un senso di "incompatibilità" con lei. Anche il direttore ebbe un'opinione simile inizialmente, ma l'esperienza di Ueda le permise di relazionarsi maggiormente con Rin. Descrisse Tōsaka "gentile come una sorella maggiore, che ha la responsabilità di guidare Shirō nella sua avventura".

## Biografia del personaggio

Copertina del secondo volume dell'edizione italiana del manga, raffigurante Archer (a sinistra) e Rin (a destra)

Rin è una compagna di scuola di Shirō Emiya. Non parla molto con gli altri studenti e preferisce rimanere da sola. Discende da una delle famiglie di maghi fondatrici della Guerra del Santo Graal. Il suo servant è Archer, anche se voleva invocare Saber. Rin viene cresciuta come erede della famiglia, istruita dal padre Tokiomi Tōsaka, dando priorità alla magia piuttosto che ai suoi interessi. Da piccola è stata separata da sua sorella Sakura e, dopo la morte del padre, è sotto la tutela di Kirei Kotomine. Anni dopo lei e Sakura osservano un giovane Shirō tentare di saltare un'asta molto alta, trovando la sua tenacia molto attraente.
Rin è la prima a cimentarsi in uno scontro, contro Lancer, che viene interrotto da Shirō stesso. Lei riesce a salvarlo da morte certa, venendo però poi attaccata da Saber. A seconda della scelta del giocatore, viene cambiata la route narrativa. È l'eroina della route Unlimited Blade Works, nella quale esprime i suoi sentimenti per il protagonista Shirō. Nel vero finale, i due viaggiano nel Regno Unito per studiare magia. Nel finale felice, vive con Shirō e Saber, sostenendo quest'ultima col suo mana. Invece in Heaven's Feel viene espansa la relazione con sua sorella, Sakura. Rin combatte contro la sorella, ma ad un certo punto si lascia colpire, scusandosi con lei ed abbracciandola. Nel vero finale di questa route, viaggia lo stesso per il Regno Unito, dove viene processata in un tribunale di maghi per le sue azioni durante la Guerra del Santo Graal. Successivamente ritorna a trovare Shirō, Sakura e Rider dopo essere diventata l'apprendista di Zelretch Schweinorg, che l'ha salvata durante il processo.

## Altri media
Oltre alla visual novel, Rin appare anche nei due videogiochi picchiaduro della saga: Fate/tiger colosseum del 2007 e Fate/unlimited codes del 2008. Nella light novel prequel Fate/Zero, Rin riappare da bambina, ossessionata dagli incantesimi del padre. Al di fuori delle opere di Type-Moon, è apparsa anche nel videogioco Divine Gate.
Nello spin-off Fate/kaleid liner Prisma Illya, Rin viene rappresentata come giovane maga inviata da Zelretch Schweinorg in Giappone per catturare le "Carte delle Classi".
Rin è apparsa negli adattamenti manga ed anime di Fate/stay night, Unlimited Blade Works e la trilogia dei film di Heaven's Feel. Rin è presente anche nel videogioco Capsule Servant insieme a Shirō come personaggi giocabili. Come promozione agli adattamenti animati di Unlimited Blade Works, è stata aggiunta in Summons Board e The Alchemist Code. È presente anche in Phantasy Star Online 2.

## Accoglienza

### Popolarità

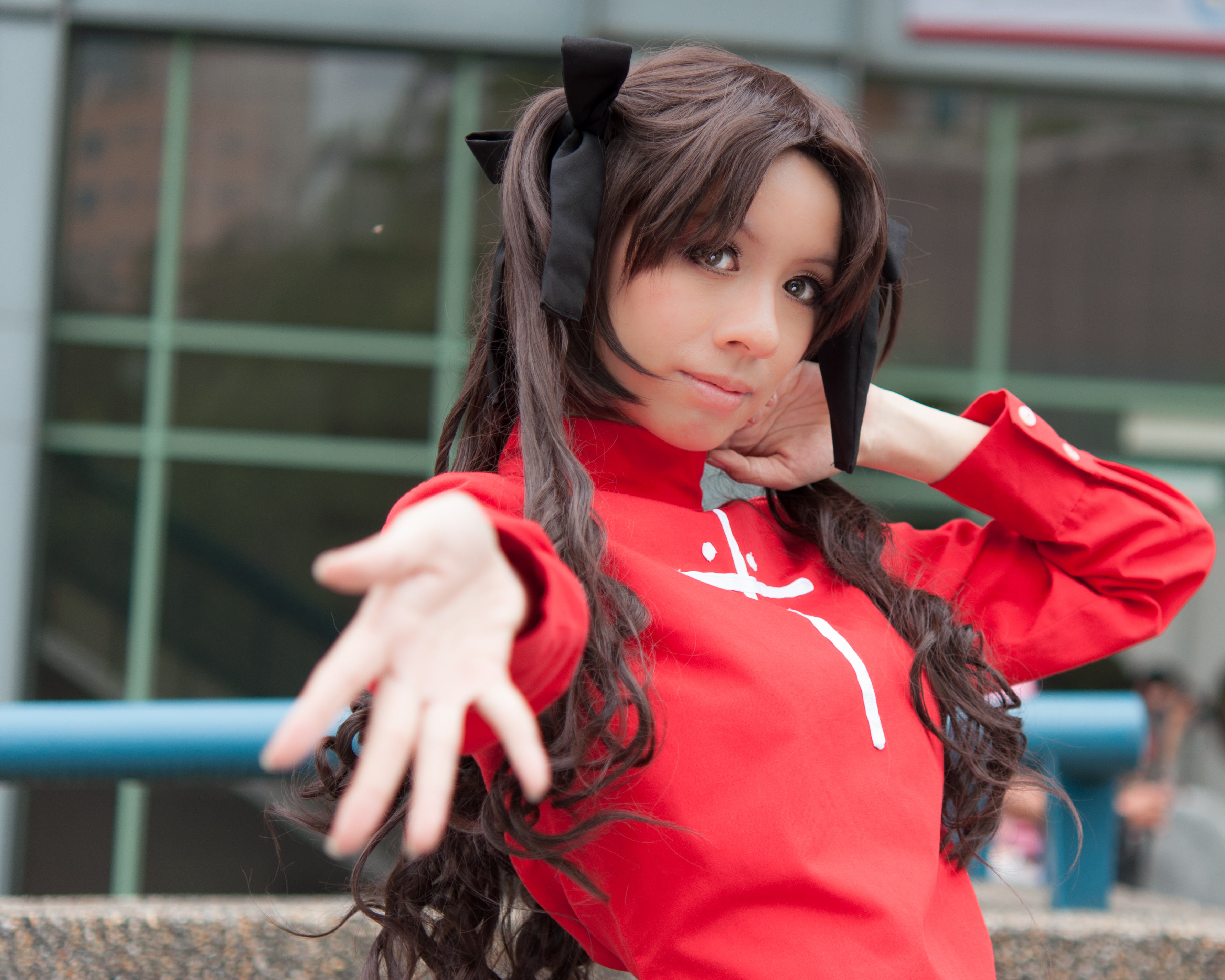
Una cosplayer di Rin al Petit Fancy 20

Rin è stata accolta positivamente da pubblico. In un sondaggio di Ufotable sui personaggi dell'adattamento animato è arrivata terza. In quello del 10º anniversario di Type-Moon è arrivata quarta. Nel 2015 i lettori di Newtype l'hanno votata come secondo miglior personaggio femminile dell'anno dopo Yukino Yukinoshita di My Teen Romantic Comedy SNAFU Too!. In un'intervista la doppiatrice Kana Ueda ha affermato che Rin è il personaggio più popolare tra quelli che ha doppiato, ed i fan spesso chiedono di aggiungere il suo nome negli autografi. In un sondaggio di Manga Tokyo del 2018, Rin è stata votata come terzo personaggio più popolare di Fate dopo Shirō e Saber. In uno tenuto da Anime News Network, è arrivato 20ª nella categoria "best girls".

### Critica
Rin è stata accolta abbastanza positivamente anche dalla critica. A Stig Høgset di THEM Anime il personaggio è piaciuto fin da subito, definendola "diretta, schietta e con un atteggiamento concreto e serio nei confronti della guerra". Il personaggio è stato spesso descritto come tsundere, l'archetipo dei personaggi inizialmente duri quando interagiscono con le persone che le stanno a cuore. A Chris Beveridge di Mania Entertainment sono piaciute le interazioni tra Rin, Shirō e Saber. Jeffrey Harris di IGN ha trovato l'alleanza tra Rin e Archer con Shirō e Saber inverosimile, visto che alla fine le coppie dovevano sfidarsi fra loro. Carl Kimlinger di Anime News Network ha sostenuto che, anche se Rin e Shirō avevano avuto l'opportunità di spiccare nei combattimenti, sono spesso stati oscurati da Archer. Tuttavia, per Theron Martin, è stata la stessa Rin a rubare la scena grazie alle sue abilità. Travis Bruno di Capsule Computers ha osservato che, anche se l'uso di molti personaggi femminili, tra cui Rin, potrebbe far sembrare la serie un harem, gli autori della serie sono riusciti a sviluppare questi personaggi in altri modi. A Todd Douglass Jr. di DVD Talk è piaciuto come, anche se inizialmente nemici, Rin e Shirō diventino alleati contro minacce comuni, nonostante i vari dialoghi di come tutti i master fossero rivali.
Theron Martin di Anime News Network ha criticato la relazione di Rin e Shirō nel film di Unlimited Blade Works perché non sviluppato abbastanza a causa della durata della pellicola. Jeffrey Kauffman di Blu-ray invece ha elogiato lo sviluppo del rapporto trai due protagonisti.
La serie animata prodotta da Ufotable è stata accolta più positivamente da Seb Reid di UK Anime Network, grazie al maggior tempo dedicato a Rin ed Archer, definendoli i migliori personaggi della serie, tuttavia ha criticato la relazione fra Rin e Shirō, considerata la coppia meno interessante degli anime. Dee Hogan di The Mary Sue ha sostenuto che Saber è stata tralasciata in favore di Rin e che lei "meritava di più". Chris Beveridge di The Fandom Post ha concordato, ritenendo Saber un personaggio migliore, dal momento che le azioni di Rin verso la fine della prima stagione e la metà della serie hanno rovinato il suo sviluppo. Josh Tolentino del Japanator ha affermato che il tradimento di Archer verso Rin è stato un colpo di scena molto triste, provocando uno sviluppo di Rin più malinconico rispetto le sue aspettative. A Gabriella Ekens di Anime News Network è piaciuta la conclusione della storia tra Rin e Shirō, tuttavia ha sostenuto che la loro relazione non era così interessante come invece era stata presentata, preoccupandosi anche se il conforto di Rin riuscirà mai a fermare Shirō nel suo percorso di diventare Archer, poiché, anche se Rin è contraria, Shirō ancora crede ancora ai suoi ideali.